# Glen Johnson
Glen McLeod Cooper Johnson (Dartford, 23 de agosto de 1984) é um ex-futebolista inglês que jogava como lateral-direito.

## Carreira

### West Ham United
Nascido em Greenwich, Londres, Johnson era uma arma do West Ham United no sistema de juventude, com 15 anos de idade, estudioso no primeiro ano em 2000. Ele assinou um contrato de três anos profissional para os Hammers em 1 de Agosto de 2001, perto ao seu aniversário de 16 anos, e foi dado o número 23 da camisa. No 2001-02 temporada, ele fez regulares Reservas aparências para o West Ham, mas foi incapaz de entrar no primeiro time. Ele finalmente assinado um acordo de empréstimo inicial de quatro semanas com rivais locais Millwall em 17 de Outubro de 2002, fazendo o seu campeonato de estréia em uma perda de distância contra o Norwich City em 19 de Outubro. Seu empréstimo foi prorrogado por duas vezes por mês, antes que ele foi chamado cedo para Upton Park depois de ter passado sete semanas no The Den, sua última aparição com a camisa do Millwall vindo em outra derrota fora de Crystal Palace, em 7 de novembro. Sua Premiership e West Ham estréia se deu em 22 de Janeiro de 2003, em outra derrota fora de um clube de Londres, desta vez contra o Charlton Athletic, quando ele entrou no lugar de meia Édouard Cissé. Ele fez um total de 15 jogos da Liga - e um solitária FA Cup aparência - no 2002-03 temporada, tornando-se um membro mais importante do lado do West Ham como o ano passou. Ele até mesmo assinou um contrato de quatro anos de novo para permanecer no leste de Londres em 18 de março de 2003, aparecendo dispostos a ajudar a manter o clube na primeira divisão. No entanto, sua última excursão em uma camisa Hammers estava para vir no último dia da temporada, 11 de Maio de 2003, em uma distância desenhar com Birmingham City - o must- ganhar jogo que viu o seu clube rebaixado para o Campeonato.

### Chelsea
Dois meses após o rebaixamento do West Ham United, Johnson juntou-se rivais de Londres Chelsea , assinando em 15 de julho para uma taxa de £ 6 milhões. a primeira compra do Abramovich era, ele fez sua estréia em 13 de agosto, em uma vitória fora contra o Žilina na Liga dos Campeões 2003-04 - e seu objetivo Chelsea veio pela primeira vez na perna correspondente casa duas semanas depois. Sua estreia na Liga veio em 17 de agosto, em um Anfield vitória contra o Liverpool , mas teve de esperar até 9 Novembro para o seu primeiro gol, a compensação a abertura de uma brincadeira por 5-0 sobre o Newcastle United. Ele finalmente fez 63 aparições em todas as competições ao longo dos 2003-04 e 2004-05 estações. No Chelsea FA Cup choque quinta rodada contra o Newcastle United na última temporada, o goleiro blues ' Carlo Cudicini foi expulso no final da partida por uma entrada fora da caixa. Johnson entrou no gol (como Chelsea tinha usado as três substituições e não poderia chamar de Petr Čech do banco) e salvou o pontapé livre. Ele manteve a manter uma folha limpa. No entanto, uma meta já havia sido marcado pelo Newcastle e mantiveram a ganhar por 1-0 e Chelsea bate para fora do copo. Ele pegou uma medalha de vencedor, quando ele entrou como segundo substituto ao intervalo na final da Copa da Liga Inglesa de 2005, jogo que o Chelsea acabou por vencer após prolongamento. Ele também fez 17 jogos, o suficiente para uma medalha, o Chelsea venceu a Premier League 2004-05, mas era perder uma medalha por seu sucesso na próxima temporada depois de conseguir apenas 4 aparições no campeonato por causa de lesão na coxa.
Como o 2005-06 época desdobradas, Johnson ainda era apenas um jogador de equipa no Chelsea, com Paulo Ferreira a ser regular no lateral-direito. Johnson fez uma aparição na Premier League pelo Chelsea nessa temporada, começando a vitória por 4-0 sobre o West Bromwich Albion no lugar de Ferreira . Versátil jogador esquadrão Geremi também forneceu competição extra para Johnson lateral-direito em José Mourinho. Como resultado, Johnson juntou-se Portsmouth em um empréstimo de longa temporada em junho de 2006. Em janeiro de 2007, quando ainda estava na empréstimo ao Portsmouth, Johnson foi pego tentando roubar vasos sanitários de um B & Q loja, a mais famosa de mudar de assento mais caro em um mais barato caixa. Johnson recebeu uma multa no local de £ 80 pela polícia. Em seu retorno ao Chelsea, Johnson começou a Community Shield de 2007 eo jogo de abertura da Premier League da temporada em casa para o Birmingham City.

### Portsmouth

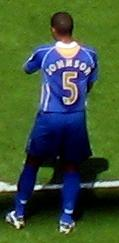
Johnson atuando pelo Portsmouth

Em 31 de agosto de 2007, dia prazo de transferência, Johnson assinou para Portsmouth em um contrato de quatro anos, para uma taxa acredita-se ser de £ 4 milhões. Ele foi entregue um começo na primeira partida após a sua transferência, um 3-1 derrotar no Arsenal e se tornou o clube regularmente lateral-direito.
Em 20 de Outubro, Johnson marcou seu primeiro gol em mais de três anos, contra o Wigan Athletic na vitória por 2-0. depois de driblar a partir da linha de meio campo.
Ele jogou no e ganhou o 2008 FA Cup Final. Logo após o sucesso de Johnson copo, ele e muitos outros jogadores do Portsmouth teve seu vencedor medalhas roubadas. Em 22 de novembro de 2008, Johnson marcou um screamer de 30 jardas com o pé esquerdo contra o Hull City, uma meta que ganhou jogo do dia é o objetivo da concessão do mês de novembro, e mais tarde ganhou o prêmio do gol da Temporada.
Johnson parecia ter chegado ao fim as especulações de que ele iria se mudar para o Liverpool por um montante rumores de £ 9.000.000, assinando um contrato de quatro-e-um-metade-ano com Portsmouth em 9 de janeiro de 2009, apesar de especulações mais uma vez sugeriu que Johnson poderia fazer uma movimento muito dinheiro para Liverpool no futuro próximo; Isso foi reafirmado no final de abril 2009
Em 22 de abril de 2009, com a idade de 24, Johnson foi o mais jovem membro do Times Online de 50 Portsmouth Top players lista.
Johnson foi incluído no PFA equipe do ano para a temporada 2008-09 apesar Portsmouth terminando na metade inferior da Premier League, 7 pontos acima da zona de rebaixamento.

### Liverpool

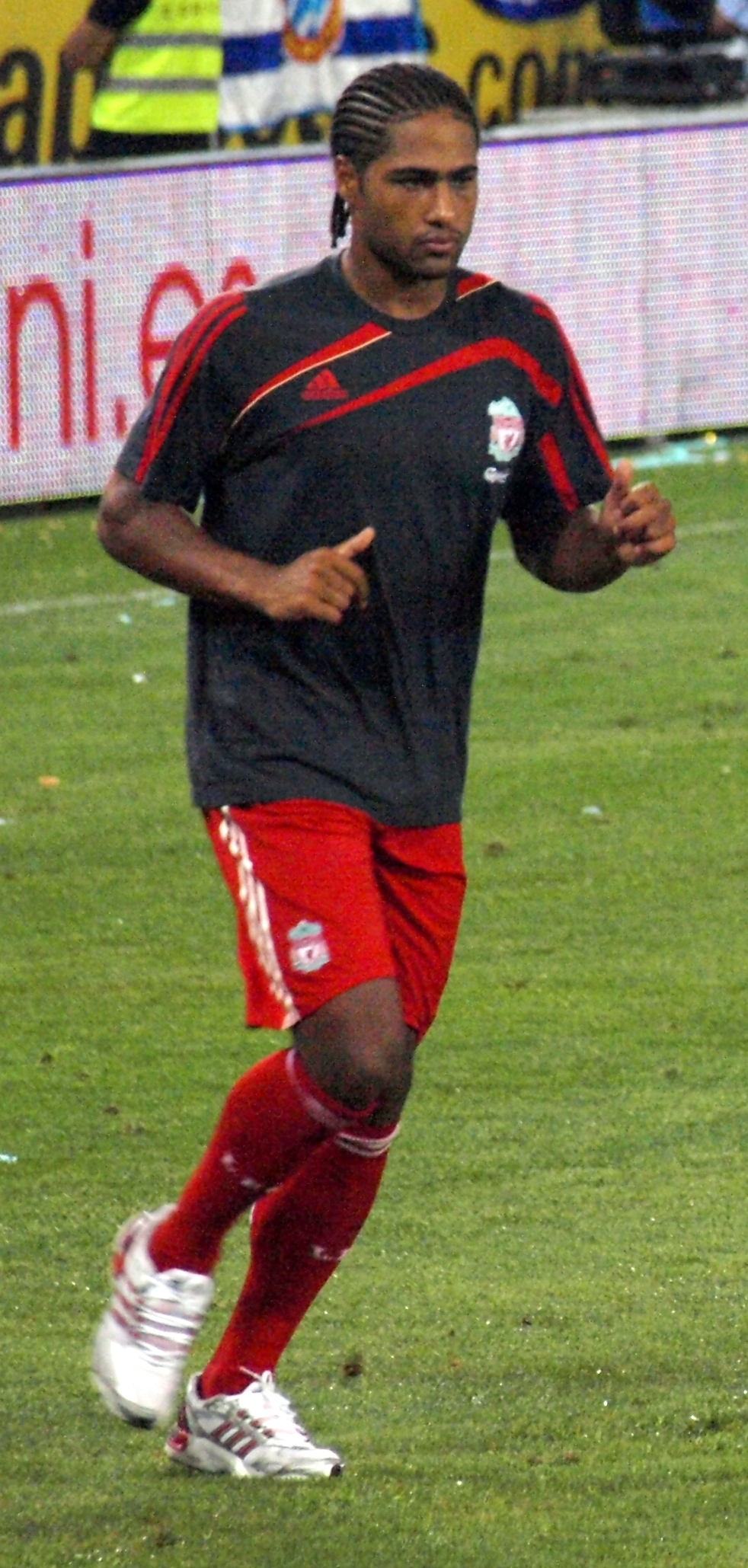
Johnson se preparando para uma partida pelo Liverpool

A Portsmouth representante confirmado em 13 de junho de 2009 que a "oferta considerável" foram recebidos por Johnson, com Chelsea , Liverpool e Manchester City a ser discutida como possíveis compradores.
Em 16 de junho de 2009, Portsmouth acordou um lance Acredita-se que £ 17.500.000 de Liverpool. No entanto, dois dias depois Portsmouth confirmou que também havia aceitado uma proposta do Chelsea e foi até o jogador de quem queria entrar. Liverpool Acredita-se que apresentou a oferta 10 milhões de libras na base de que eles estavam ainda devia R $ 7 milhões pelo Portsmouth da compra de Peter Crouch, no verão de 2008, com o Liverpool disposto a reduzir a taxa devida no momento da assinatura Johnson.
Em 22 de junho de 2009, Liverpool anunciou a transferência e em 26 de junho de 2009, Johnson assinou um contrato de quatro anos. Ele foi apresentado oficialmente em 9 de julho de 2009. Em 15 de julho de 2009, ele fez sua estréia no Liverpool no jogo de pré-temporada, contra o St. Gallen , que terminou em um empate 0-0 e sua estréia em casa em um amistoso contra o Atlético Madrid . Johnson fez sua estréia na Premier League em 16 de agosto de 2009 em uma derrota por 2-1 pelo Tottenham Hotspur.
Em sua estreia na Liga em casa para o Liverpool em 19 de agosto de 2009, Johnson colocar em um homem-da-igualar o desempenho contra o Stoke City, marcando seu primeiro gol pelo clube ao mesmo tempo, recebendo uma assistência em um jogo onde ele causou inúmeros problemas para a oposição defesa. Em 29 de agosto, a Johnson marcou seu segundo gol pelo Liverpool numa vitória por 3-2 contra o Bolton Wanderers.
Em 30 de dezembro de 2009, Johnson sofreu uma ruptura do ligamento colateral medial do joelho direito durante um dispositivo elétrico da liga contra o Aston Villa, que Benitez disse que iria mantê-lo fora de ação por pelo menos um mês. Em seu retorno de uma lesão no Março, Johnson voltou à forma, marcando seu terceiro gol pelo clube contra o Sunderland em Anfield. Johnson passou a fazer 8 apresentações mais para o resto da temporada, incluindo ajudando Liverpool chegar as semi-finais da UEFA Europa League . Johnson jogou 35 vezes e marcou 3 gols em sua temporada de estreia com os Reds. No dia de abertura da temporada 2010-2011, ele começou e jogou os 90 minutos contra o Arsenal em Anfield com um empate 1-1.
Em novembro de 2010, Johnson recebeu críticas de gerente de Roy Hodgson , que sentiu suas performances durante a temporada não havia sido de padrão internacional. Johnson realizada clear-the-air conversações com Hodgson e, desde então, o par minimizou a linha. Ele marcou seu primeiro gol da Liga 2010-11 Premier temporada em 20 de Novembro de 2010, contra o West Ham United em Anfield em uma vitória por 3-0, depois de voltar de estar com uma lesão na virilha. Em 5 de Janeiro de 2011, Johnson começou e jogou os 90 minutos contra o Blackburn Rovers em Ewood Park, em uma derrota decepcionante 3-1.
Em 8 de Janeiro de 2011, em resposta às críticas do ex-meia da Inglaterra e Sky Sports comentarista Paul Merson , Johnson postou em seu Twitter feed, "Comentários de usuários de drogas alcoólicas não são realmente vai me chateou e quem é Paul Merson aos jogadores juiz, ele estava média, o melhor dos tempos. " Mais tarde, ele apagou o comentário. Sob novo treinador do Liverpool Kenny Dalglish Johnson tem sido usada como uma parte traseira esquerda e traseira esquerda. O movimento para a esquerda viu Johnson redescobrir a boa forma e ele colocou em algumas grandes performances sob Dalglish, inclusive na vitória por 1-0 sobre ex-clube Chelsea. Johnson, em seguida, teve uma lesão contra o West Bromwich Albion no The Hawthorns , mas se recuperou antes do final da temporada para jogar nos últimos quatro jogos da temporada, incluindo uma vitória 5-2 sobre o Fulham em Craven Cottage.
Em 6 de julho de 2011, Johnson assinou uma extensão de contrato com o Liverpool, cuja duração não foi divulgado pelo clube.
Em 20 de novembro de 2011, Johnson marcou um gol sozinho contra seu ex-clube, o Chelsea em Stamford Bridge depois de ter sido criada por Charlie Adam . Isto provou ser o gol decisivo, com o Liverpool ganhar por 2-1.
Em 26 de Fevereiro de 2012, ele ajudou o Liverpool a conquistar seu primeiro troféu desde 2006, que conquistou a Carling Cup Final 2012 , jogando o jogo completo, batendo na trave nos minutos iniciais e marcar sua penalidade na disputa de pênaltis, ganhando o seu primeiro troféu para o Liverpool. Fez um gol contra o West Ham United e sua equipe venceu por 3 a 2 fora de casa.

### Stoke City
No final da temporada 2014-2015, ficou sem clube, e em julho de 2015 rumou ao Stoke City, num contrato válido por 2 anos.

## Carreira Internacional

### Seleção do Sub-21

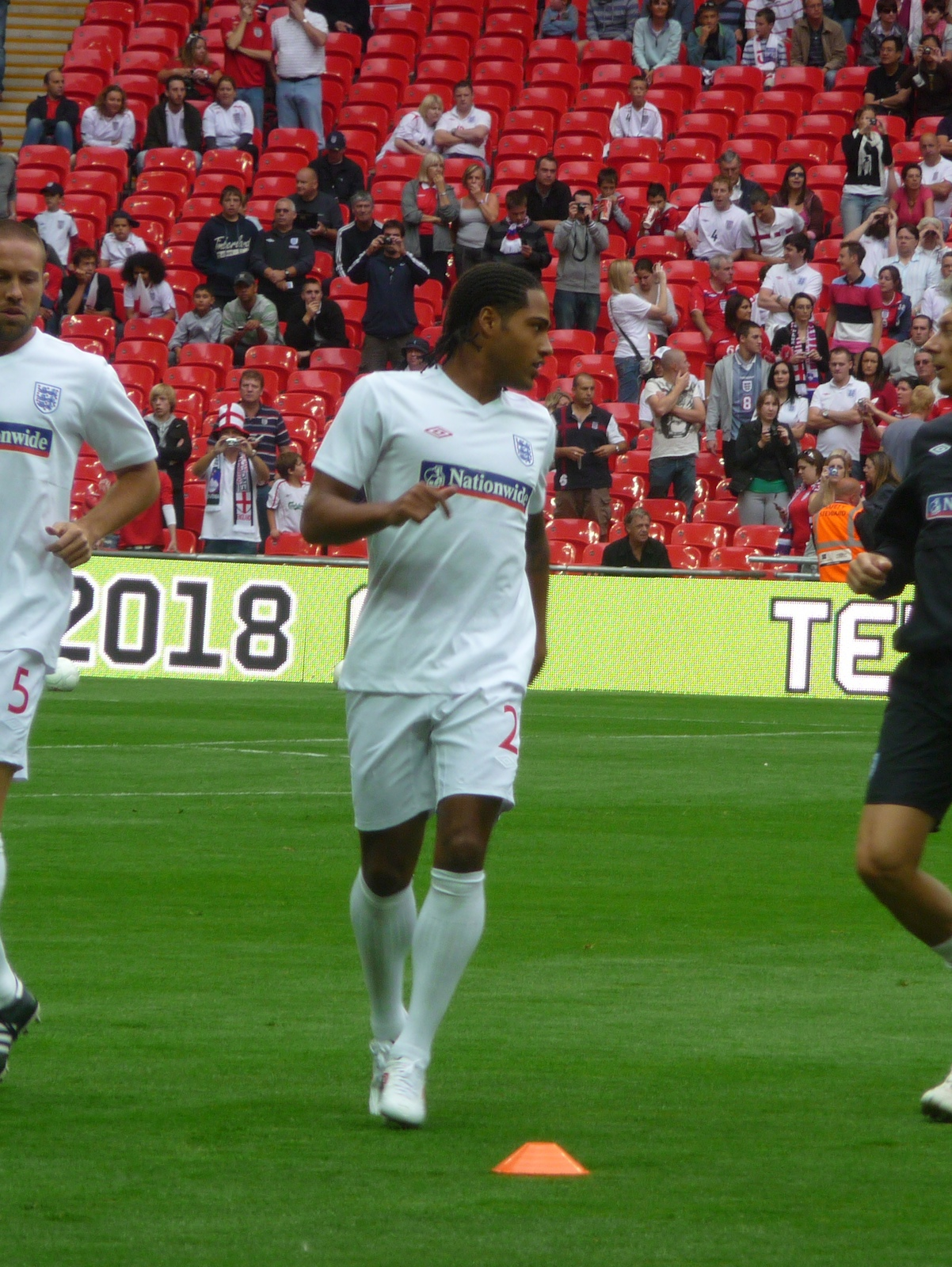
Johnson em ação pela Seleção Inglesa.

Durante seu tempo com o Sub-21 da Inglaterra, Johnson foi entregue a sua plena Inglaterra estréia em 18 de Novembro de 2003 contra a Dinamarca, aproximando-se como um substituto para o lesionado Gary Neville após 16 minutos.
Após um fraco desempenho no amistoso da Inglaterra, na Dinamarca, em agosto de 2005, ele perdeu sua posição como suplente Gary Neville no elenco para Luke Young, que jogou em ambos os eliminatórias da Copa do Mundo subsequentes. Johnson não fez nenhuma aparição mais em Inglaterra Sven Goran Eriksson ou seu sucessor, Steve McClaren, mas foi nomeado em Fabio Capello primeiro esquadrão em janeiro de 2008.

### Copa do Mundo 2010
Ele jogou na vitória por 2-0 sobre Andorra , e fez quatro assistências na vitória 6-0 posterior contra a mesma equipa para o qual foi nomeado Nationwide Man of the Match.
Durante a Inglaterra FIFA World Cup 2010 eliminatórias, ele cimentou o seu lugar como primeira escolha do time o lateral-direito. Johnson marcou seu primeiro gol para a Inglaterra em um amistoso contra o México em 24 de Maio de 2010, Estádio de Wembley , que terminou 3-1 a Inglaterra.

### Euro 2012

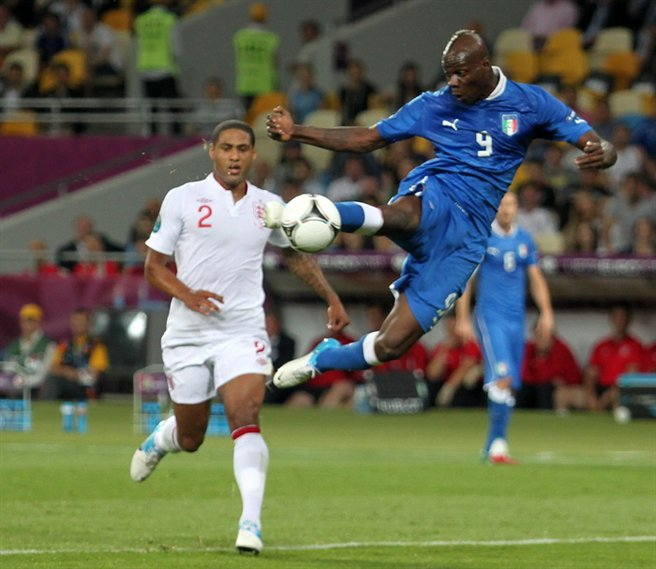
Johnson disputando bola com Balotelli na EURO 2012

Em fevereiro de 2011, Johnson começou no ano novo calendário da Inglaterra, auxiliando Ashley Young gol da vitória em uma vitória por 2-1 sobre a Dinamarca em Copenhague. Em 29 de março de 2011, ele começou o amistoso contra Gana no Estádio de Wembley, mas foi substituído na metade do tempo fora-de Joleon Lescott no empate 1-1. Em 4 de Junho de 2011, Johnson jogou os 90 minutos no 2012 Eurocopa contra a Suíça no empate 2-2 em Wembley. Johnson ganhou 35 vezes e marcou 1 golo.
Em 16 de maio de 2012, Johnson foi nomeado em novo técnico da Inglaterra Roy Hodgson 's UEFA Euro 2012 plantel. Depois de perder por 1-0 a Inglaterra no amistoso contra a Noruega , devido a lesão, ele jogou no jogo da Inglaterra warm-up segundo; uma vitória por 1-0 contra a Bélgica, em Wembley. Ele caracterizou em todos os três jogos da Inglaterra do grupo no torneio, ajudando a Inglaterra a ganhar o seu grupo com um empate contra a França, e ganha contra a Suécia e Ucrânia.

## Vida Pessoal

### Trabalho Comunitário
Em 2007, Johnson criou o Glen Johnson Escola de Futebol ao lado de Sam Taylor, um ex-jogador do West Ham United. A escola de futebol é baseado em Dartford, Kent, e seu foco principal é o treinamento e desenvolvimento dentro das escolas locais e um de seus alunos está atualmente no West Ham United.

## Estatísticas

### Clubes
| Clube             | Clube             | Clube             | Liga           | Liga           | Copa Nacional      | Copa Nacional      | Copa da Liga         | Copa da Liga         | Continental | Continental | Total | Total |
| Temporada         | Clube             | Liga              | Jogos          | Gols           | Jogos              | Gols               | Jogos                | Gols                 | Jogos       | Gols        | Jogos | Gols  |
| Inglaterra        | Inglaterra        | Inglaterra        | Premier League | Premier League | Copa da Inglaterra | Copa da Inglaterra | Copa da Liga Inglesa | Copa da Liga Inglesa | Continental | Continental | Total | Total |
| ----------------- | ----------------- | ----------------- | -------------- | -------------- | ------------------ | ------------------ | -------------------- | -------------------- | ----------- | ----------- | ----- | ----- |
| 2001–02           | West Ham United   | Premier League    | 0              | 0              | 0                  | 0                  | 0                    | 0                    | 0           | 0           | 0     | 0     |
| 2002–03           | Millwall (emp.)   | Division 1        | 8              | 0              | 0                  | 0                  | 0                    | 0                    | 0           | 0           | 8     | 0     |
| 2002–03           | West Ham United   | Premier League    | 15             | 0              | 1                  | 0                  | 0                    | 0                    | 0           | 0           | 16    | 0     |
| 2003–04           | Chelsea           | Premier League    | 19             | 3              | 1                  | 0                  | 3                    | 0                    | 9           | 1           | 32    | 4     |
| 2004–05           | Chelsea           | Premier League    | 16             | 0              | 3                  | 0                  | 3                    | 0                    | 6           | 0           | 28    | 0     |
| 2005–06           | Chelsea           | Premier League    | 4              | 0              | 4                  | 0                  | 0                    | 0                    | 0           | 0           | 8     | 0     |
| 2006–07           | Portsmouth (emp.) | Premier League    | 26             | 0              | 2                  | 0                  | 0                    | 0                    | 0           | 0           | 28    | 0     |
| 2007–08           | Chelsea           | Premier League    | 2              | 0              | 0                  | 0                  | 0                    | 0                    | 0           | 0           | 2     | 0     |
| 2007–08           | Portsmouth        | Premier League    | 29             | 1              | 6                  | 0                  | 1                    | 0                    | 0           | 0           | 36    | 1     |
| 2008–09           | Portsmouth        | Premier League    | 29             | 3              | 1                  | 0                  | 1                    | 0                    | 4           | 0           | 35    | 3     |
| 2009–10           | Liverpool         | Premier League    | 25             | 3              | 0                  | 0                  | 1                    | 0                    | 9           | 0           | 35    | 3     |
| 2010–11           | Liverpool         | Premier League    | 28             | 2              | 0                  | 0                  | 0                    | 0                    | 7           | 0           | 35    | 2     |
| 2011–12           | Liverpool         | Premier League    | 23             | 1              | 3                  | 0                  | 3                    | 0                    | 0           | 0           | 29    | 1     |
| 2012–13           | Liverpool         | Premier League    | 36             | 1              | 0                  | 0                  | 0                    | 0                    | 7           | 1           | 43    | 2     |
| Total na carreira | Total na carreira | Total na carreira | 260            | 14             | 21                 | 0                  | 14                   | 0                    | 42          | 2           | 337   | 16    |

### Seleção
| Inglaterra | Inglaterra | Inglaterra |
| Ano        | Jogos      | Gols       |
| ---------- | ---------- | ---------- |
| 2003       | 1          | 0          |
| 2004       | 1          | 0          |
| 2005       | 3          | 0          |
| 2006       | 0          | 0          |
| 2007       | 0          | 0          |
| 2008       | 5          | 0          |
| 2009       | 10         | 0          |
| 2010       | 10         | 1          |
| 2011       | 5          | 0          |
| 2012       | 10         | 0          |
| 2013       | 4          | 0          |
| Total      | 49         | 1          |

#### Gols na Seleção Inglesa
| Gols | Data               | Estádio/Cidade                       | Adversário | Placar | Resultado | Competição |
| ---- | ------------------ | ------------------------------------ | ---------- | ------ | --------- | ---------- |
| 1.   | 24 de Maio de 2010 | Wembley Stadium, Londres, Inglaterra | México     | 3–1    | 3–1       | Amistoso   |

## Títulos
Chelsea
- Premier League: 2004–05
- Copa da Liga Inglesa: 2004–05

Portsmouth
- Copa da Inglaterra: 2007–08

Liverpool
- Copa da Liga Inglesa: 2011–12

### Prêmios Individuais
- Equipe do Ano: 2008–09
- Gol da temporada inglesa: 2008—09
- Gol da rodada: 2008–09
- Melhor jogador do Portsmouth: 2008–09